# Bytharia circumducta
Bytharia circumducta är en fjärilsart som beskrevs av Arnold Pagenstecher 1900. Bytharia circumducta ingår i släktet Bytharia och familjen mätare. Inga underarter finns listade i Catalogue of Life.